# Ильичёв, Александр Григорьевич
Александр Григорьевич Ильичёв (9 апреля (27 марта) 1913, Сормово, Российская империя — 18 августа 1988) — советский футболист, тренер. Мастер Спорта СССР, Заслуженный тренер РСФСР.

## Биография
Воспитанник команды московского завода № 24 им. Фрунзе. В 1936—1940, 1944—1948 годах играл в команде «Крылья Советов» Москва, в годы войны, находясь в эвакуации вместе с заводом им, Фрунзе, играл в составе созданной в тот период команды "Крылья Советов" Куйбышев. Всего в различных лигах провёл 126 игр, забил 5 мячей. В 1949 году был в составе свердловского «Авангарда», карьеру игрока закончил в 1950 году в «Большевике» Сталинабад.
В 1962—1966 годах был старшим тренером команды «Знамя Труда» Орехово-Зуево, с которой в первый же год стал финалистом Кубка СССР. Затем работал старшим тренером в командах «Трудовые резервы» Курск (1967, 1970—1971) и «Строитель» Уфа (1968). В последние годы жизни совмещал руководство команды юношей СДЮСШОР Локомотив-2 (Перово) с работой в Федерации Футбола РСФСР.